# Plainville (Kansas)
Plainville és una població dels Estats Units a l'estat de Kansas. Segons el cens del 2000 tenia 2.029 habitants.

## Demografia
Segons el cens del 2000, Plainville tenia 2.029 habitants, 865 habitatges, i 565 famílies. La densitat de població era de 647,4 habitants/km².
Dels 865 habitatges en un 28% hi vivien nens de menys de 18 anys, en un 52,9% hi vivien parelles casades, en un 8,6% dones solteres, i en un 34,6% no eren unitats familiars. En el 31,3% dels habitatges hi vivien persones soles el 18,3% de les quals corresponia a persones de 65 anys o més que vivien soles. El nombre mitjà de persones vivint en cada habitatge era de 2,3 i el nombre mitjà de persones que vivien en cada família era de 2,89.
Per edats la població es repartia de la següent manera: un 24,6% tenia menys de 18 anys, un 8% entre 18 i 24, un 23,7% entre 25 i 44, un 20,2% de 45 a 60 i un 23,5% 65 anys o més.
L'edat mediana era de 40 anys. Per cada 100 dones de 18 o més anys hi havia 84,8 homes.
La renda mediana per habitatge era de 29.402 $ i la renda mediana per família de 35.673 $. Els homes tenien una renda mediana de 29.408 $ mentre que les dones 17.245 $. La renda per capita de la població era de 15.134 $. Entorn del 7,7% de les famílies i el 8,6% de la població estaven per davall del llindar de pobresa.

## Poblacions més properes
El següent diagrama mostra les poblacions més properes.